# Målselvdalen
Målselvdalen es el mayor valle de la provincia de Troms, Noruega. El río Målselva fluye a través del valle, desembocando en el fiordo Målselvfjorden. Se dirige en dirección norte. La mayoría de la población del municipio de Målselv habita en la zona.
Con un paisaje similar a Østerdalen, el valle fue habitado a finales del siglo XIX por granjeros de Østerdalen y Gudbrandsdalen. El administrador del distrito, Jens Holmboe, jugó un papel fundamental en su poblamiento.